# Metapetrocosmea peltata
Metapetrocosmea es un género monotípico de plantas  perteneciente a la familia Gesneriaceae. Su única especie: Metapetrocosmea peltata (Merr. & Chun) W.T.Wang, es originaria de China .

## Descripción
Es una planta herbácea peciolada, con hojas con limbo ovado a ovado general, ápice redondeado. Pedúnculo 2.5-4 (-8 ) cm , con brácteas angostamente triangulares a lineares. Los frutos en cápsula de 3 mm de diámetro . Florece en diciembre - febrero

## Hábitat
Se encuentra cerca de los arroyos, en las rocas, en los bosques de las regiones montañosas ; a una altitud de  300-700 metros en Hainan de China.

## Taxonomía
Metapetrocosmea peltata  fue descrita por  (Merr. & Chun) W.T.Wang y publicado en Bulletin of Botanical Research, Harbin 1(4): 39. 1981.
Etimología
Metapetrocosmea: nombre genérico que deriva del prefijo  μετα, meta = con, entre, similar,  y el nombre genérico Petrocosmea, nombrado por la similitud con este género.
peltata: epíteto latíno que significa "peltada, como un escudo".
Sinonimia
- Petrocosmea peltata  Merr. & Chun[4]